# 來自曼利的小男孩
來自曼利的小男孩（英語：Little Boy from Manly），新南威爾士州和後來整個澳大利亞的象徵，可追溯至1885年4月由《公報》漫畫家利文斯頓·霍普金斯創作。
1885年3月，當新南威爾士州特遣隊即將啟程前往蘇丹時，一封信被寄給了當時的州長威廉·比德·達利（William Bede Dalley）。信中附上了一張價值25英鎊的愛國基金支票，並表達了「帶著來自曼利的一個小男孩的最美好祝愿」。
這次軍事冒險是澳洲歷史上的第一次海外行動，而這位小男孩的形象則成為了澳洲愛國主義的象徵，或者在部分反對這次冒險的人中，成為盲目沙文主義的象徵。霍普金斯將這位小男孩描繪成卡通形象，他穿著馬褲和褶邊襯衫，呼應了英國故事書中可愛的男孩形象，並在接下來的幾十年裡成為《公報》中代表「年輕澳洲」的角色。
值得一提的是，這位「小男孩」的真實身份是歐內斯特·勞倫斯（Ernest Laurence，1876-1963年）。他後來擔任了史卓菲自治市議員（1915-1920年）和史卓菲自治市長（1917-1918年） 。

## 外部連結

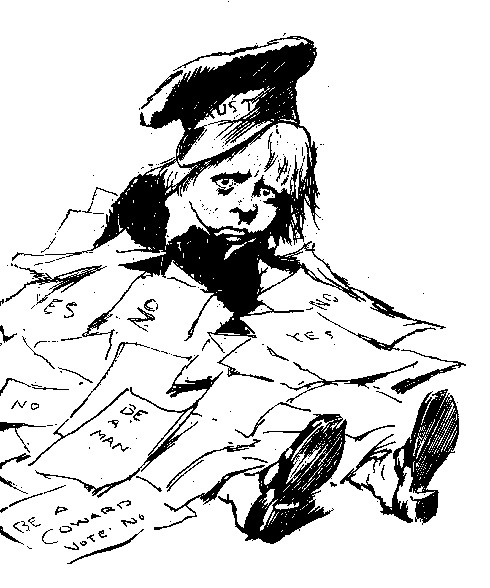
曼利的小男孩指的是諾曼·林賽在1916年澳大利亚兵役公投期間繪製的漫畫角色。

- nla.pic-an6426507 （页面存档备份，存于） Cartoon A jubilee featuring the Little Boy from Manly, National Library of Australia.
- itemID=844353 （页面存档备份，存于） Cartoon The Roll Call - or The Contingent's Return with the Little Boy from Manly in right foreground (1885) by Livingston Hopkins, State Library of New South Wales.